# Lourenço da Bélgica
Lourenço da Bélgica (Laurent Benoît Baudouin Marie, nascido em 19 de outubro de 1963, em Bruxelas) Embaixador(a) da boa vontade da FAO é o terceiro filho (segundo do sexo masculino) do rei Alberto II da Bélgica e da rainha Paola. Ele é o 13° na linha de sucessão ao trono, atrás dos quatro filhos do rei Filipe, de sua irmã Astrid e dos cinco filhos e dois netos desta.

## Biografia
Laurent nasceu no Castelo de Belvedere, em Laeken, um bairro de Bruxelas. 
Ele iniciou sua formação militar como cadete da Royal Cadet High School de Laeken, tendo depois passado pela Academia Militar Real de Bruxelas e pela Marinha. Após sua formação militar,  mudou-se para os Estados Unidos, onde estudou na Universidad de Berkeley antes de voltar para seu país-natal. 

### Saúde
Em 2014 foi internado no Hospital Universitário Saint-Luc, em Bruxelas, e chegou a ficar em coma induzido devido a problemas com uma pneumonia. Na época, especulou-se que a internação fosse devido a uma nova depressão, doença que já havia levado o príncipe ao hospital em 1999.

## Trabalho e deveres reais

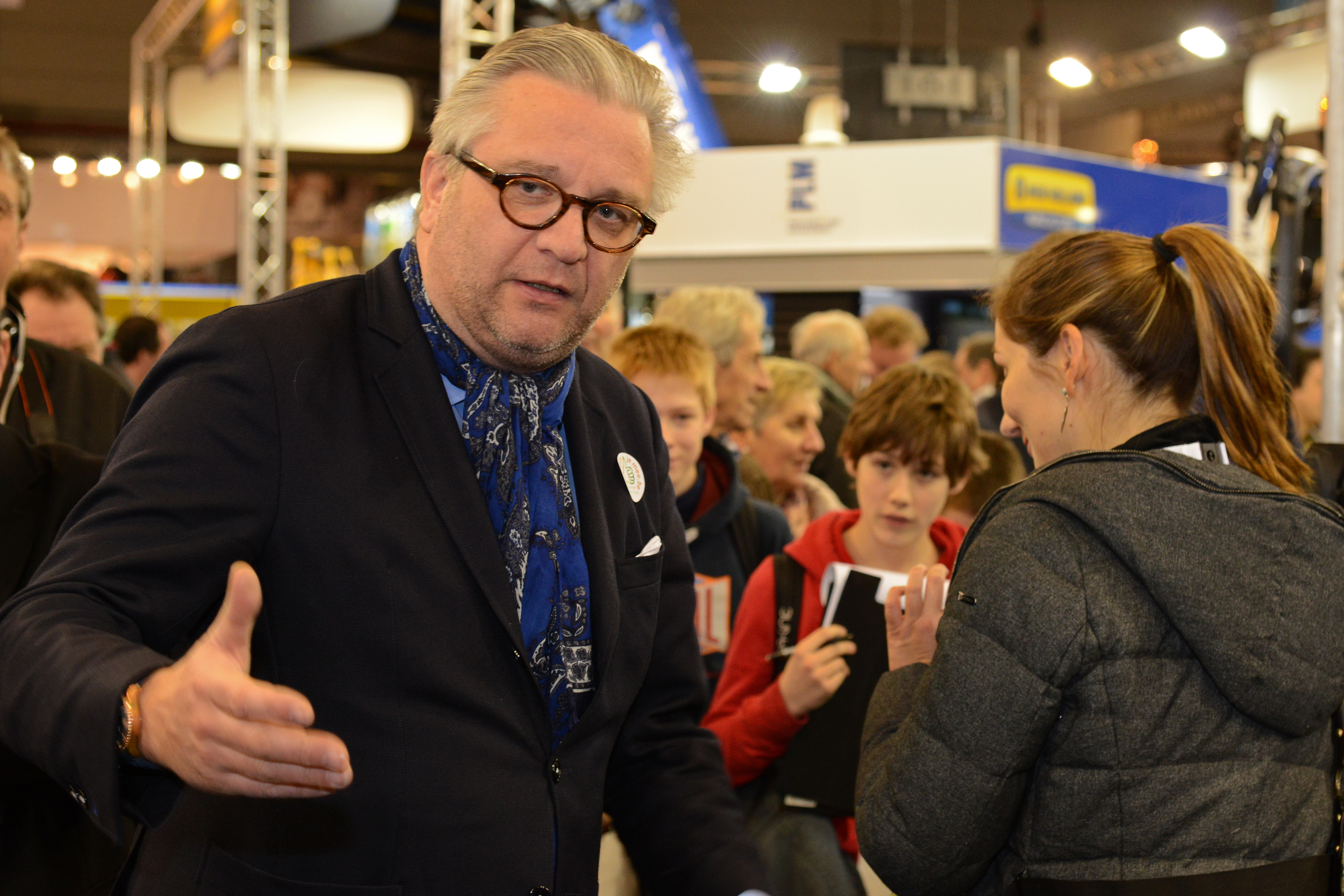
Laurent durante o evento Agriflanders 2015

Após estudar em Berkeley, Laurent  trabalhou, nos Estados Unidos, junto ao Fundo Monetário Internacional e num programa direcionado ao meio-ambiente das Nações Unidas.
Ele atende alguns compromissos em nome da Casa Real, porém não tem, ao contrário da irmã Astrid, uma função específica após a ascensão do irmão Filipe como rei.   

### Fundação Príncipe Lourenço
O príncipe criou uma fundação em 1996 direcionada para o bem-estar dos animais domésticos e selvagens. 

## Casamento e filhos
Casou-se em 22 de abril de 2003 com a britânica Claire Louise Coombs, com a qual tem três filhos: 
- Louise, nascida em 2004;
- Nicolás, nascido em 2005, gêmeo de Aymeric;
- Aymeric, nascido em 2005, gêmeo de Nicolás.

## Polêmicas
O príncipe Laurent é considerado polêmico pela opinião pública. Já foi flagrado cometendo infrações de trânsito, falando ao telefone durante atos oficiais e se envolvendo em questões classificadas pelo governo do país como "politicamente sensíveis".   

### Visita não-autorizada à embaixada da China
Em 2018, Laurent perdeu parte de seu soldo real por um ano como penalidade aplicada pelo governo belga após ir vestido com o uniforme da Marinha a uma homenagem ao exército chinês na embaixada chinesa. A visita não havia sido comunicada ao governo e nem autorizada e foi considerada como um "assunto sensível".  

### Diferenças com o pai e o irmão
Em 2015 ele disse sobre que "o rei Balduíno e o rei Alberto eram como a Stasi [a temida polícia secreta da extinta República Democrática Alemã] e agora o meu irmão Philippe vai pelo mesmo caminho”. 
Em 2019 ele declarou durante uma entrevista que a relação com o irmão estava "melhor". 

### Apoio à irmã ilegítima
Ele também sempre apoiou publicamente sua irmã ilegítima Delphine, tendo dito em 2013  após esta entrar na justiça belga para ser reconhecida como filha do rei Alberto, que se submeteria a uma prova de ADN para ajudá-la. Em outubro de 2020, após Delphine ter sido reconhecida meses antes e ter recebido o direito de usar o título de "princesa da Bélgica", Laurent enfatizou novamente seu apoio à meia-irmã: "eu a conheço há 20 anos e as portas da minha casa sempre estarão abertas se ela precisar".  